# 里维尔
里维尔（法語：Riville，法語發音：[ʁivil]）是法国滨海塞纳省的一个市镇，属于勒阿弗尔区。

## 地理
里维尔（49°43'34"N, 0°33'42"E）面积7.44 平方千米，位于法国诺曼底大区滨海塞纳省，该省份为法国北部沿海省份，其西部及北部濒大西洋英吉利海峡，东起顺时针与索姆省、瓦兹省、厄尔省和卡爾瓦多斯省接壤。
与里维尔接壤的市镇（或旧市镇、城区）包括：伯兹维尔拉盖拉尔、诺芒维尔、科地区乌尔维尔、蒂耶特勒维尔、瓦尔蒙、伊普勒维尔-比维尔。

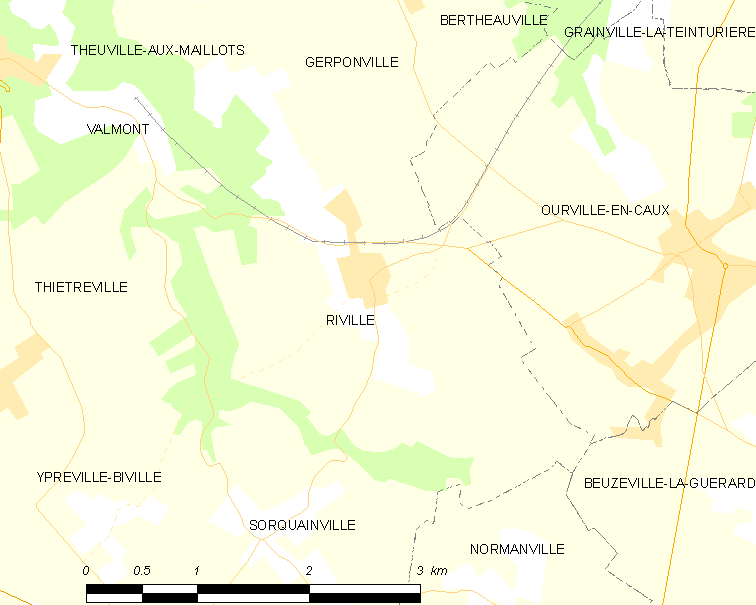
里维尔的OSM定位图

里维尔的时区为UTC+01:00、UTC+02:00（夏令时）。

## 行政
里维尔的邮政编码为76540，INSEE市镇编码为76529。

## 政治
里维尔所属的省级选区为费康县。

## 人口

1962-2008年间里维尔人口变化图示

里维尔于2022年1月1日时的人口数量为314人。